# Palacio Lubomirski
El palacio Lubomirski es un edificio histórico construido en 1763 en el centro de Leópolis (Ucrania). De estilo barroco, se erigió bajo dirección del arquitecto Jan de Witte sobre unos edificios anteriores que adquirió el príncipe Stanislaw Lubomirski. A finales del siglo XVIII albergó la residencia de los gobernadores Galitzia y en 1975 fue reacondicionado como un museo de muebles y porcelana.

## Historia
En 1763, los antiguos edificios góticos que ocupaban la parcela fueron renovados para formar el actual palacio, entonces propiedad de la dinastía Lubomirski. Con la partición de Polonia a finales del siglo XVIII, el complejo pasó a ser la residencia de los gobernantes austriacos de Galitzia. Un siglo después, la organización nacionalista Prosvita adquirió el recinto, que alojó eventos culturales ucranianos. En 1975 se convirtió en el museo de Etnografía y Artesanía, con colecciones de mobiliario y porcelana.

## Arquitectura
El complejo original databa del siglo XVII, pero su estructura actual es una reconstrucción que se produjo entre 1744 y 1763. En ella, participaron los arquitectos Jan de Witte, Bernard Meretyn y Marcin Urbanik, además de los escultores Sebastian Fesinger y Stefan Kodecki. Se encuentra en una esquina de la plaza Rynok, también conocida como la plaza del mercado; su fachada oriental está orientada a la calle Ruska y la trasera a la calle Fedorova.

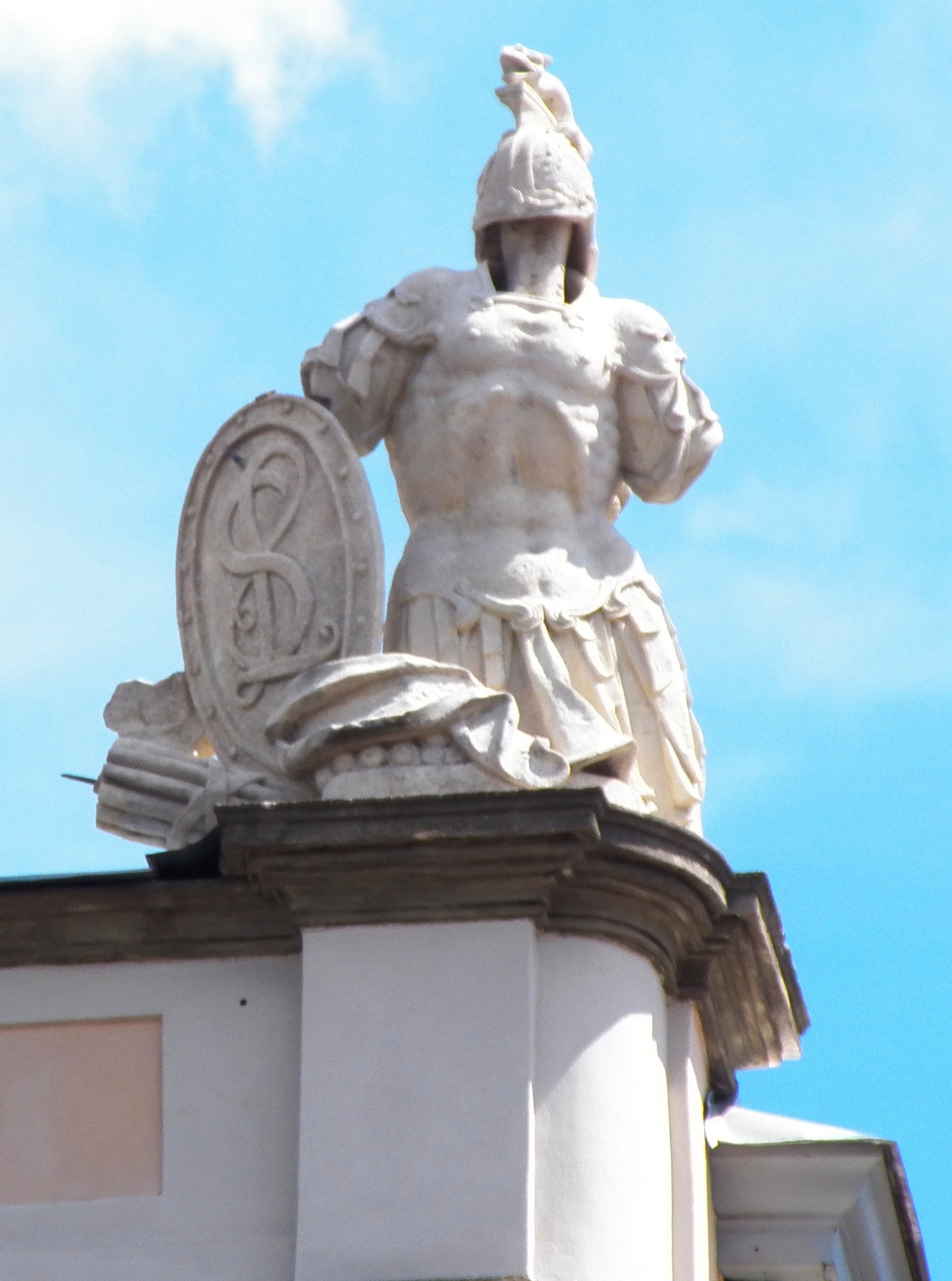
Detalle de una escultura en el exterior.

El palacio es de ladrillo, revestido con yeso, con tres pisos y un ático. La fachada principal está dividida en dos segmentos por pilastras centrales y en las esquinas, terminadas en capiteles barrocos. Unas cornisas anchas separan la primera planta y el techado. Las entradas de la fachada principal y trasera presentan remates semicirculares y las ventanas muestran molduras en relieve. Varias esculturas con armaduras y motivos militares ornamentan el ático y sus esquinas. El ático y la esquina del edificio están adornados con esculturas que representan armaduras y símbolos militares. En el interior, hay chimeneas de estuco del escultor Jan Obrocki.

## Museo
El museo exhibe colecciones de mobiliario antiguo europeo y ucraniano, artesanía de hierro, porcelanas y lozas del siglo XVI al XX. La planta baja cuenta con doce salas que exponen muebles típicos de los hogares de la Italia del Renacimiento, incluidos cofres tipo cassone. En el primer piso hay una selección de cerámica de Europa Occidental, fechada en su mayoría entre el siglo XVIII y principios del XX, proveniente de Meissen, Viena, Berlín y Copenhague; también hay artículos de China y Japón. El segundo piso muestra colecciones de artesanías de hierro, así como baldosas de Galitzia.